# Hietanen (sjö i S:t Michel, Södra Savolax)
Hietanen är en sjö i kommunen S:t Michel i landskapet Södra Savolax i Finland. Sjön ligger 125,6 meter över havet. Arean är 2,51 kvadratkilometer och strandlinjen är 9,79 kilometer lång. Sjön  ingår i Kymmene älvs huvudavrinningsområde.   Den ligger omkring 16 kilometer sydväst om S:t Michel och omkring 190 kilometer nordöst om Helsingfors. 
Nordöst om Hietanen ligger Suojärvi. 